# Mussius Aemilianus
Lucius Mussius Aemilianus († 261 nebo 262) byl v letech 259–261 římským prefektem Egypta a snad i krátkodobým uzurpátorem roku 261/262. Jeho jezdecká kariéra je podrobně popsána v nápisu CIL VI 1624.
Podle Eusebia z Kaisareie patřil Aemilianus za Valerianovy vlády k horlivým pronásledovatelům křesťanů. Ve funkci egyptského prefekta odpadl v září 260 od císaře Galliena, uznal za vladaře uzurpátory Macriana a Quieta a dal pro ně v Alexandrii razit mince. Roku 261, kdy byla macrianovská revolta potlačena, patrně sám usiloval o trůn, byl však poražen Gallienovým vojevůdcem Aureliem Theodotem, poslán v okovech císaři a ve vězení zardoušen.

## Prameny
- Epitome de Caesaribus 32, 4.
- Eusebios, Historia ecclesiastica 7, 11.
- Historia Augusta, Tyranni triginta 22.
- Historia Augusta, Vita Gallieni 4, 1–2; 5, 6; 9, 1.